# Darwinia (jogo eletrônico)
Darwinia é o segundo jogo lançado pela produtora Introversion Software. O jogo saiu em 2005 para computador e foi posteriormente lançado para a Xbox 360 em conjunto com o jogo Multiwinia sob o nome de Darwinia+. Este jogo combina elementos dos géneros RTS e RTT num mundo virtual habitado por homenzinhos, com a sua própria inteligência artificial, chamados Darwinianos.

## História
O jogador encarna o papel de um visitante ao mundo virtual de Darwinia. Darwinia foi creado pelo Doutor Sepulveda como um parque temático digital através da ligação em rede de centenas de consolas Protologic 68000 dos anos 80. Neste mundo os Darwinianos, homenzinhos de apenas um polígono com uma IA simples, podem evoluir e aprender.
No entanto o mundo de Darwinia está sob ataque por um vírus informático aquando da chegada do jogador e cabe-lhe ajudar o Dr. Sepulveda a destruir os vírus e restabelecer a população de Darwinianos.
Ao longo do jogo existem vários objectivos, cada um demorando várias missões a cumprir. O primeiro objectivo de que o jogador é incubido é o de restabelecer vários sistemas de Darwinia para iniciar a produção de novas unidades blindadas, apelidadas de "Armour". Isto permite ao jogador avançar para o objectivo seguinte, restabelecer vários sistemas para permitir a reencarnação dos Darwinianos.
No final o jogador tem de destruir vários e-mails de spam que eram a causa original do vírus.

## Jogabilidade
O jogo mistura elementos dos géneros RTT e RTS com a particularidade de o jogador poder tomar controlo directo de algumas unidades. O jogador tem também que decidir que melhorias pesquisar para as suas unidades podendo investir em melhorar cada uma das unidades, os laser's, as granadas, o task-manager, os ataques aéreos e os darwinianos.
O jogador pode controlar desde três a cinco unidades, apelidadas de programas, consoante o seu avanço no jogo. Estes programas podem ser de um de vários tipos incluindo Squads, Engineers e Armour. Adicionalmente o jogador pode controlar indirectamente os Darwinianos nomeando oficiais de entre eles, os quais podem dirigi-los para partes específicas do mapa ou organizá-los em formações de combate.
Certos programas como os Squads têm habilidades secundárias que são extremamente utéis ao jogador como granadas e ataques aéreos.